# Nová Ves (district de Louny)
Pour les articles homonymes, voir Nová Ves.
Nová Ves (en allemand : Neudorf) est une commune du district de Louny, dans la région d'Ústí nad Labem, en Tchéquie. Sa population s'élevait à 121 habitants en 2021.

## Géographie
Nová Ves se trouve à 9 km au sud-est de Louny, à 45 km au sud-ouest d'Ústí nad Labem et à 49 km au nord-ouest de Prague.
La commune est limitée par Smolnice au nord, par Hříškov à l'est, par Vinařice au sud et à l'ouest, et par Brodec à l'ouest.

## Histoire
La première mention du village remonte à 1347.

## Transports
Par la route, Nová Ves se trouve à 11 km de Louny, à 62 km d'Ústí nad Labem et à 57 km de Prague.